# Ken Masters
Ken Masters es un personaje de ficción de los videojuegos creado por Capcom, y junto con Ryu, son los personajes principales en la serie de Street Fighter.
Es hijo único de una familia rica de Estados Unidos. Cuando Ken era un niño, su padre le pidió a su amigo, el maestro de Karate, Gouken que aceptara a su joven hijo como su alumno en el dōjō en un intento de disciplinarlo. Allí fue donde este conoció a quien sería su mejor amigo y su más enconado rival, Ryu. Bajo la supervisión de Gouken, Ken no tuvo problemas para adaptarse al duro entrenamiento impuesto por su sensei (maestro) ni para alcanzar el nivel de destreza de Ryu, a pesar de que este llevaba ya un tiempo entrenando en el Dōjō. Durante los sucesos ocurridos en el primer Street Fighter, Ken se encontraba en Estados Unidos, participando y venciendo en el Campeonato Nacional de artes marciales de ese país, mientras Ryu vencía a Sagat en la final del primer torneo de Street Fighter.
Ken fue testigo de la aparente muerte de Gouken a manos de Gouki (Akuma), poco después de haber ganado el torneo estadounidense. Tanto él como Ryu buscaron a Gouki para vengarse. Tuvieron un combate no oficial durante los acontecimientos de Street Fighter Alpha 2, después de que Ryu venciera a Sagat, en el cual el estadounidense salió victorioso. Ken notó que su amigo había perdido bastante entusiasmo por la lucha y le extrañaba haberle vencido en combate, por lo que le obsequió la cinta roja con la cual ataba su cabello a Ryu como muestra de sincera amistad y a modo de recordatorio de la búsqueda del verdadero significado de la lucha.
Se tienen las ideas muy concurridas de que Ken logró derrotar a Ryu (pues Ken declaró que no se casaría con su novia Eliza hasta que lograra vencerlo) y que después fue vencido por Guile en dicho torneo. Ken y Eliza tuvieron un hijo, Mel, que es una promesa de la lucha. En la actualidad, Ken es maestro de Sean, otra promesa del kárate.
Sus voces de doblaje en Latinoamérica son José Antonio Mácias (Street Fighter II), Benjamín Rivera (Street Fighter: Ultimate Battle), Gabriel Gama (Street Fighter II-V), y Enrique Cervantes (Street Fighter Alpha).
Sus voces de doblaje en España son Ángel de Gracia (Street Fighter II y Street Fighter II-V), Juan Antonio Bernal (Street Fighter: Ultimate Battle), Luis Grau (Street Fighter Alpha y Street Fighter Alpha: Generations) y Darío Torrent (Street Fighter: Assassin Fist).
En síntesis, Ken toma muy en serio sus combates y su entrenamiento pero, a diferencia de Ryu, no dedica todo su tiempo y esfuerzo a perfeccionarse, ya que también tiene otros pasatiempos e intereses, como su familia. Comparando su estilo de combate con el de su amigo Ryu, cabe mencionar que es ligeramente más rápido y sus ataques más vertiginosos, aunque levemente menos fuerte que este. También debe resaltarse que Ken hace gala de su estilo de lucha, prefiriendo la utilización de movimientos más vistosos que efectivos.
Como dato curioso, en Street Fighter III: New Generation, el escenario de pelea de Ken es en Japón, pero en Street Fighter III: Second Impact y en Street Fighter III: Third Strike su escenario de pelea ya es en Estados Unidos.

## Habilidades y estilo de lucha
Comparte el estilo de Ansatsuken con Ryu, pero con ciertas diferencias que se marcan e intensifican a partir de Street Fighter II Champion Edition más las sagas III y Alpha, como la inclusión de técnicas del estilo de karate, kyokushinkai. Además se acentúa el uso de patadas como tipo de golpe predominante de Ken con la inclusión de varios ataques y técnicas basadas en patadas: 

### Uniques Attacks
Inazuma Kick (稲妻かかと割り, Lightning Flash Heel Splitter / Talón Dividido de Rayo): Es el Unique Attack más icónico de Ken, y a estado presente en casi todas sus apariciones. Ken levanta la pierna más lejana dando un giro de 45°, para luego descender la pierna flexionandola, golpeando al enemigo dos veces con el talón. Su Input es adelante o atrás más Patada Media, dependiendo del juego. Rivaliza con el Collarbone Breaker de Ryu, y se parece a su Axe Kick.
Thunder Kick(紫電かかと落とし / Violet Volt Heel Drop / Talón Descendente del Voltio Violento): Es igual a la Inazuma Kick, pero con la pierna cercana, golpea una vez un la cara, únicamente flexionando la pierna en formas de gancho y da un paso hacia adelante . Su Input es adelante más Patada Fuerte, y se puede usar como finta si se deja presionado. Es un Overhead al igual que la anterior y el rival debe bloquearla parado.
Step Forward Kick (踏み込み前蹴り / Advancing Front Kick / Patada de Avance Frontal): Este ataque hace debut en Street Fighter III: Third Strike, aunque también puede usarse en el IV. Cuando lo usa, Ken da un ligero salto hacia adelante y golpea al oponente en la espalda con una patada frontal recta, inclinándose hacia atrás para compensar el impulso. Su Input es adelante más Patada Media, haciendo que la Inazuma Kick se ejecute con su Input alternativa.
Ushiro Mawashi Geri (後ろ回し蹴り / Spin Back Kick / Patada Giratoria Trasera): Técnica exclusiva de la saga de Street Fighter Alpha. Ken realiza un giro seguido de una patada trasera con el talón del pie, que lo impulsa hacia adelante, y lanza al oponente. Esta reemplazaba a la Thunder Kick con la Input. Ya que Ken extiende la pierna al hacerla y se impulsa hacia adelante, es el ataque físico con más alcance de Ken en el juego, e incluso en otros. Esta basada en una combinación de dos técnicas reales de karate, Ushiro Geri y Wasashi Geri.
Chin Buster (Destruye Barbilla): Este ataque hizo debut en Street Fighter V. Ken realiza un Jab rápidamente al oponente entre el pecho y el estómago, causando mucho daño. Es su movimiento más rápido, pero de menor alcance. Su Input es atrás más Puño Medio, ya que este era su Puño Medio Cercano en los juegos anteriores.
Chin Buster 2nd (Segundo Destruye  Barbilla: Este es el primer Combo de Ken en Street Fighter V. Se ejecuta haciendo el Chin Buster, seguido de su puño fuerte, golpeando al oponente con un Hook(puño ascendente en forma de gancho a la barbilla), igual a su Puño Fuerte Cercano en los juegos anteriores, lanzando al oponente hacia arriba. Es igual a su Target Combo en los juegos anteriores. Es ataque es ideal para iniciar Cadenas de Golpes, ya que se puede cancelar con cualquiera de su especiales.
Lion Breaker (Rompe Leones): Es el segundo Combo de Ken en Street Fighter V. Su Input es Patada Media seguido de Patada Fuerte. Ken le da una patada giratoria al rival en la cara con la pierna más lejana, pero luego cancela el giro y lo vuelve a golpear en la cara con la misma pierna en dirección opuesta. Visualmente, parece un Kama Barai Geri seguido de un Nata Otoshi Geri.

### Special Attacks
Shoryūken (昇龍拳 / Rising Dragon Fist / Puño del Dragón Ascendente): Esta técnica es un Uppercut(puño ascendente a la sección media) con el puño lejano y un salto, haciendo que al ascender se vea la espalda de Ken. A diferencia de Ryu, que domina mejor el Hadōken, Ken domina mejor el Shoryūken, ya que este lo realiza con el puño prendido en fuego, tiene más alcance frontal y ascendente, y además causa más daño. En inglés, para simplificar, se le llama Dragon Punch.
Hadōken (波动拳 / Surge Fist / Puño de Onda): Ken aplica este movimiento como Ryu, pero con menos fuerza, menos alcance y también puede ser disparada en forma diagonal (como Akuma, solo en los crossovers Marvel). Una onda de choque que reúne en energía es despedida de sus manos disparada hacia el objetivo. En inglés, para simplificar, se le llama Fire Ball, como referencia a que el Hadōken de Ryu tenía fuego al principio en los primeros juegos. Ken tiene dos variaciones:
- Reppū Hadōshū (烈風波動蹴 / Blizzard Surge Kicked / Ventisca de Aura Pateada): Es una variante del Hadōken utilizada por Ken solo en Street Fighter Omega mode, sustituyendo al mismo. Cuando la usa, Ken realiza una patada giratoria lanzando un Hadōken desde su pie, dependiendo del boton de puño presionado, Ken lo lanzará recto o 45° hacia arriba. En su versión EX lanza dos rectos en lugar de uno potenciado.

- Shakunetsu Hadōken (灼熱波動拳 / Scorching Surge Fist / Puño Aural Abrasador): Es una variación del Hadōken ibuida de energía térmica, que lo vuelve una bola de fuego. Ken lo utiliza solo en Street Fighter V durante el Heat Rush, sustituyendo a su versión normal.

Tatsumaki Senpūkyaku (竜巻旋風脚 / Tornado Whirlwind Leg / Piernas Torbellino Huracanadas): A diferencia de Ryu, Ken aplica múltiples patadas sobre el adversario. Sin embargo, no es un golpe que derribe al oponente, como en el caso de Ryu o de Gouki/Akuma. Además avanza menos que el de Ryu, pero da una patada adicional y golpea con el rodillazo inicial, por lo que el de Ken golpea más veces que el de los casos anteriores. En inglés, para simplificar, se le llama Hurricane Kick. En el primer juego, Ryu y Ken al utilizar esta técnica, pronunciaban su nombre, pero debido a su fonética literal es "tats", "mac", "senpu", "quiac", más el sonido poco definido, las personas solían interpretar esto como Attack Tacs Ducken. Durante el vuelo, el personaje que lo ejecute obtendrá inmunidad a los Proyectiles.
Ryūsenkyaku (龍閃脚 / Dragon Flash Leg / Pierna Destellante del Dragón): Técnica exclusiva de Capcom vs SNK 2. Ken salta por encima del oponente, gira en el aire y lo golpea en la cara con una patada de hacha de costado. Este movimiento también es utilizable en Street Fighter V como el V-Skill II de Ken, y puede cargarse.
Rounhouse Kick (Patada Circular): Es un ataque especial basado patadas, incluido en Street Fighter II Turbo. Originalmente eran comandos para realizar las patadas de Ken después de otro golpe y hacer un combo, pero después adoptaron sus propias animaciones. En Street Fighter III estas se continuaban con la Inazuma Kick al dejar oprimido el botón de patada. Le permite usar tres patadas circulares:
•Kama Barai Geri (鎌払い蹴り, Sickle Sweeping Kick o Patada Barrido de Hoz): Es una patada alta de afuera hacia adentro, girando hacia adelante, con la pierna más lejana.
•Nata Otoshi Geri (鉈落とし蹴り / Hatchet Dropping Kick / Patada Descendente de Hacha): Es una patada delantera de adentro hacia afuera, es semicircular (giro de 45°), con la pierna más lejena, parecida a la Inazuma Kick pero no golpea con el talón.
•Ootoso Wasashi Geri (大外回し蹴り / Big Outer Roundhouse Kick / Gran Patada Circular Exterior): Es un patada delantera de atrás hacia afuera, girando hacia atrás, con la pierna más lejana, igual a la Patada Fuerte de Ryu.

### Super Combos
Shouryūreppa (昇龍裂破 / Rising Dragon Rend Blast / Erupción del Dragón Ascendente): Este viene siendo el Super Combo más icónico de Ken Masters. Cuando es ejecutado, Ken realiza uno o dos Shoryuken iniciales rápidos, que avanzan sin separase del suelo (o de manera leve), y finaliza con su Shoryūken ígneo original pero mucho más poderoso. Este ataque también está disponible como el EX Shoryūken de Ken en Street Fighter V. Ken creó este ataque con la finalidad de que, si el primero es bloqueado(por creer que se trata de un Shoryūken normal), el rival lo contrarestara, y Ken lo sorprenderá con un segundo Shoryūken.
Shinryūken (神龍拳 / God Dragon Fist / Puño del Dios Dragón): El Shinryūken hace Debut en Street Fighter Alpha como un Super Combo. Consiste en un impetuoso Shoryūken ígneo de dos a cuatro giros en el aire, que genera potente tornado de fuego, que golpea numerosas veces al adversario. A diferencia del Shoryūreppa, este es ejecutado sobre el sitio y es estrictamente ascendente. Rivaliza con el Shin Shoryuken de Ryu. Este ataque está disponible en Street Fighter V: Arcade Edition como su V-Trigger II. En la saga Street Fighter Alpha, y otros juegos, debe presionarse durante éste, los Botones de Puño y/o Patada para generar mucho más Combo y causar más daño, en el caso anterior, éste puede pasar de 7 a 21 Hits de Combo.
Shippū Jinraikyaku (疾風迅雷脚 / Gale Lightning Speed Leg / Vendaval de Piernas a la Velocidad del Rayo): Este ataque hizo debut en Street Fighter Alpha 3. Consiste en una ráfaga de patadas veloces y giratorias, que empieza con varias patadas a la sección media y a la cara, y luego termina con un potente Tatsumaki Senpūkyaku ascendente que envía al oponente por los aires. En Street Fighter V puede usarse, pero cómo la versión EX del Tatsumaki Senpūkyaku, y en el Omega mode de Street Fighter IV como la versión EX del Kama Barai Geri.
Kuzuryūreppa (九頭龍裂破 / Breaker Nine-Headed Dragon Rending / Erupción del Dragón de Nueve Cabezas): Ataque exclusivo de Ken como Meteor Combo del Street Fighter Ex3 y por Sennou Ken (Violent Ken) en SVC Chaos. SNK vs Capcom. Ken comienza con usar el Shippū Jinraikyaku luego dos Shoryūken cortos sin despegarse del suelo (se asimila por su forma al Shoryūreppa), luego un pequeño Shinryūken para rematarlo con otro de mayor potencia y con más golpes que el Shinryūken normal, y con un diabólico fuego morado.
Guren Senpūkyaku (紅蓮旋風脚 / Crimson Lotus Whirlwind Leg / Piernas Torbellino del Loto Carmesí): Ultra Combo II de Super Street Fighter IV. Es como un Shippū Jinraikyaku ígneo. Ken se avanza girando realizando patadas de Tatsumaki Senpūkyaku llameantes a la cara del oponente, sin despegarse del suelo, luego, si se ejecuta correctamente, Ken lanza al oponenete en el aire con la última patada, quedando de espaldas, y después realiza dos giros en el aire para terminarlo con una patada giratoria inversa ígnea. Es fácil de esquivar, pero peligroso si te golpea.
Guren Enjinkyaku (紅蓮炎迅脚 / Crimson Lotus Flame Swift Leg / Piernas Veloces Llameantes del Loto Carmesí): Este ataque hizo debut en Street Fighter V como un Crítical Art. Este movimiento inicia con una patada ígnea que debe golpear al enemigo para realizar el resto del ataque, después, Ken salta hacia atrás sobre el pecho del oponente con una patada doble, luego se prepara para golpear con una ráfaga de patadas giratorias ígneas en el aire (parecidas a las del Guren Senpūkyaku pero ascendentes), para luego terminar con una patada con la planta del pie directo a la cara.
Sōryūken (双龍拳 / Twin Dragon Fist / Puños del Dragón Gemelos): Esta técnica es exclusiva del Namco x Capcom, Proyect X Zone (crossover entre Sega, Capcom y Namco) y del Street Fighter Ex3 como Meteor Tag Combo junto con Ryu. Ambos hacen un doble Shoryūken cruzado al oponente y al mismo tiempo, al momento de conectar el golpe, que se iluminan los Kanjis de la técnica en cuestión.
Daburu / Double Shinkū Hadōken (ダブる真空波動拳 / Double Vacuum Surge Fist / Doble Puño Aural en el Vacío): Es un Shinkū Hadōken expandido solo utilizable con Ryu como compañero de pareja. Es un Cross Combination del X-Men vs Street Fighter y del Marvel Super Heroes vs Street Fighter. Al ejecutarlo, se parece mucho al Kamehameha de Goku
En Street Fighter V, los personajes aquí obtuvieron unas nuevas mecánicas de batalla llamadas V-System, que consumen energía de una segunda barra adicional llamada V-Gauge, que dependiendo del personaje pueden tener entre una tres secciones, y estas se reparten en dos V-Trigger, técnicas especiales que pueden mejoras los ataques del personaje; dos V-Skill, habilidades únicas cuya función es libre de cada personaje, que recargan a el V-Gauge; un V-Reversal, un ataque en forma de Counter; y en Champion Edition, el V-Shift, un Dash hacia atrás defensivo para esquivar, que se puede usar como Counter continuándolo con el V-Shift Break:
V-Trigger:
•Heat Rush (ヒートラッシュ / Golpe de Calor): Cuando Ken utiliza esta técnica, sus piernas se prenden en llamas, lo que le permite potenciar con daño adicional de fuego todos sus ataques especiales y su V-Skill II, aunque no le permite hacer Guardia ni utilizar el V-Reversal o V-Shift. Utiliza las tres barras de V-Gauge de Ken.
•Shinryūken: Este es el V-Trigger II de Ken y su Input es igual que la del primero, que es Puño Fuerte más Patada Fuerte. Al activarlos, las barras de V-Gauge se vuelven una y se consume poco a poco hasta que se acaba. Durante este Ken puede usar el Shinryūken libremente presionando el Input de nuevo. Los V-Trigger pueden cancelar ataques físicos y algunos especiales. Utiliza dos barras de V-Gauge.
V-Skill:
•Quick Step (奮迅脚 / Flourished Swift Leg / Pierna Rápida Entusiasmada): Ken realiza una veloz carrera hacia adelante, hasta llegar al oponente, y se puede cancelar con cualquier patada haciendo que Ken se detenga y golpee el oponente, igual al Step Forward Kick.
•Ryūsenkyaku: Este es el V-Skill II de Ken y su Input es igual que la del primero, que es Puño Medio mas Patada Media. Los V-Skill pueden cancelar algunos ataques físicos.
V-Reversal:
•Senpū Nata Otoshi (旋風鉈落とし / Whirlwind Hatchet Drop / Descenso de Hacha Torbellino: Ken salta y gira en el aire golpeando al enemigo con una patada incandecida, es muy parecida al Senpū Kyaku de Ryu, apartando un poco al oponente, aunque no es tan potente como el Hashōgeki de Ryu. El V-Reversal se aplica después de bloquear un golpe presionando adelante y dependiendo del personaje, los tres Puños o Patadas, y se usa para alejar al enemigo o cancelar una Cadena de Golpes. Utiliza una barra de V-Gauge.
V-Shift:
•Shadow Thunder Kick (影稲妻蹴り / Patada Trueno Sombría): Este es V-Shift Break de Ken, cuyo Input es Puño Fuerte mas Patada Media, que se usa después de un V-Shift exitoso presionando el Input nuevamente. Ken dará un paso hacia atrás y realizará una patada lateral que lo impulsa hacia adelante, muy parecida a su Ushiro Mawashi Geri. Durante éste, los personajes brillan con una luz azul. Utiliza barra de V-Gauge.

## Violent Ken Masters
Violent Ken Masters, llamado Sennou Ken o Brainwashed Ken, es la forma maligna de Ken (exclusivo de SNK vs Capcom Chaos). Ocurre cuando M. Bison atrapa a Ken para lavarle el cerebro y con esto hacerlo pelear con Ryu.
Como su nombre lo indica es bastante violento y tiene un instinto por matar a sus oponentes, sus movimientos son normales a excepción de las llamas del Shouryuu Ken que ahora son púrpuras (la desarrolladora del citado título, SNK,  siempre usa el púrpura del fuego para diferenciar a los buenos de los malos), su nuevo movimiento es el Rasetsu Kyaku en la cual es como el Ashura Senkuu de Akuma pero más rápido. Y como ya Akuma y Evil Ryu tienen el Shun Goku Satsu, a este Ken se le dio el Shinbu Messatsu que es una combinación de golpes violentos y desesperados con la cual termina de rematar con un Shouryuu Ken. Es muy notoria su nueva apariencia ya que su manera de pelear es muy sucia y desesperante. Además, posee una técnica combinatoria, llamada Kuzuryuu Reppa, que es la combinación del Shouryu reppa, Shippujinrai Kyaku y el Shinryuken. Esta técnica comienza con unas patadas (incluyendo el Kama barai geri y el Oosoto michi), después dos Shouryukens (sin fuego) y terminando con un Shinryuken. Por otra parte, tiene el Shinryuken como técnica secundaria, pero es de un color morado al ascender. Al final Ken vuelve a su forma normal diciendo que parece haber despertado de una pesadilla.
Esta versión maligna de Ken fue basada en la película de anime de Street Fighter II, en la cual, de hecho, el mismo M. Bison derrota y secuestra a Ken para lavarle el cerebro con sus poderes psíquicos, y así convertirlo en su sirviente y que enfrente a Ryu.

## Curiosidades
- Ken, junto con Ryu, ha aparecido en todos los videojuegos de la serie de Street Fighter y no ha estado ausente en ninguno desde el primer Street Fighter hasta el Super Street Fighter IV incluyendo también las secuelas y subsagas y remakes.

- Ken ha aparecido igualmente en crossovers de Capcom con otras empresas tales como X-Men vs. Street Fighter, Marvel Super Heroes vs. Street Fighter, Marvel vs. Capcom 2: New Age of Heroes, Street Fighter X Tekken, Capcom vs Snk, Capcom vs Snk 2, Snk vs Capcom The Match of the Millenium y el SNK vs. Capcom: Chaos. Este título ha sido el único juego donde aparece como personaje oculto su parte maligna de Violent Ken. Ken también estuvo en los juegos de cartas de SNK vs. Capcom: Card Fighters Clash.

- Cuando Ryu aparece en otros juegos incluyendo crossovers, Ken suele aparecer también. Sin embargo, Ken no ha aparecido en algunos juegos donde Ryu sí ha tenido presencia, como es el caso de Capcom Fighting Evolution, Capcom Fighting All Stars, Tatsunoko vs. Capcom: Ultimate All Stars, Marvel vs. Capcom 3: Fate of Two Worlds, Super Smash Bros para Nintendo 3DS y Wii U.

- Ken y Ryu aparecen como personaje jugable en el crossover de Nintendo, "Super Smash Bros. Ultimate". Ken es un eco fighter de Ryu (eco fighter es llamado a los personajes clones) pero con pequeñas diferencias, Guile también aparece como Assist Trophy.

- En los juegos Namco x Capcom y Street Fighter X Tekken, Ken aparece peleando a lado de su gran amigo y rival Ryu.

- La primera aparición del hijo de Ken Masters, Mel, fue en el ending del mismo Ken en el juego de X-Men vs Street Fighter, y posteriormente en los endings de Ken en la saga Street Fighter III: New Generation y Super Street Fighter IV

- En la serie anime Street Fighter II Victory El cabello de Ken Masters es de color naranja pero muy parecido al peinado de la heroína Kim Possible

- La banda sonora del escenario de Ken (en Street Fighter II), fue basada en la canción "Mighty Wings", del grupo cheap trick.

## Frases
Attack me if you dare, I will crush you!!
Ken (Street Fighter II)

I'm ready for ya, bring it on!
 (いつでもいいぜ！ かかってきな！ Itsu demo ii ze! Kakatte ki na!?)
Ken (Street Fighter IV)

Come on! Let's turn up the heat!
 (来いよ！　熱くさせてやるぜ！ Koi yo! Atsuku sasete yaru ze!?)
Ken (Street Fighter V)

## Datos adicionales
- Gusta: Montar patineta, espaguetis, la playa, los coches deportivos, su esposa Eliza, su hijo Mel, su mejor amigo Ryu, su maestro Gouken, su alumno, Sean (no importa cuán molesto es) Terry Bogard
- Odia: Umeboshi (Ciruelas), perder peleas, mettsatsu, su forma violenta (violent Ken), Akuma, Satsui no Hado, las telenovelas al estilo TV Azteca o Telemundo (cuando Eliza se pone a verlas y le pide que le haga compañía), Los límites de velocidad
- Pasatiempos: Pelear y entrenar con Ryu.
- Comida favorita: Pastas y comida italiana.
- Los creadores de Street Fighter se basaron en la figura real del campeón del mundo de karate y kickboxing, Joe Lewis (artemarcialista). Lewis fue un estadounidense quien estudió karate Shorin Ryu tradicional en Okinawa, después regresó a Estados Unidos donde rápidamente se convirtió en el mejor karateka deportivo. Creó el deporte del full contact karate o kickboxing americano, fue el primer arte marcialista en participar en hacerlo a semejanza de una pelea profesional de boxeo. Lewis era distinguido por su cabello rubio, su musculatura y el uso de uniformes de varios colores, entre ellos uno rojo.
- Relación: Se estableció que Eliza era la madre de Ken durante el primer juego no obstante el cambio de director durante el desarrollo del juego los puso en una relación amorosa y las escenas ya se habían incluido en el juego, no fue si no hasta después de la distribución de este que se entró en este detalle, la comunidad reaccionó de manera positiva ante el interés de esta relación y debido al apoyo dado por parte de los seguidores se continuó con esta relación durante las siguientes entregas hasta lo que es ahora

- Datos: Q11020382